# Commelinaartige
Die Commelinaartigen (Commelinales) sind eine Ordnung der Commeliniden innerhalb der Monokotyledonen.

## Beschreibung
Bei den Arten dieser Ordnung handelt es sich um vorwiegend ausdauernde – in seltenen Fällen einjährige – krautige Pflanzen. Die wechselständig oder gelegentlich zweizeilig angeordneten Laubblätter sind am Grund scheidig verwachsen.
Die Blüten sind radiärsymmetrisch bis häufig zygomorph und meist zwittrig. Die Blütenkreise sind drei- oder ausnahmsweise zweizählig. Die Blütenhülle (Perianth) ist in Kelchblätter (Sepalen) und andersfarbige und gestaltete Kronblätter (Petalen) gegliedert. Das Androeceum (= Gesamtheit der männlichen Blütenorgane) umfasst zwei Staubblattkreise mit je drei Staubblättern, die jedoch auch reduziert oder zu Staminodien (= sterile Staubblätter) umgebildet sein können, welche dann als Petalen fungieren (nur noch ein fertiles Staubblatt bei Philydraceae). Das oberständige Gynoeceum (= Gesamtheit der weibliche Blütenorgane) besteht aus drei verwachsenen Fruchtblättern.
Es werden kapselartige Früchte entwickelt. Der Samen enthält reichlich stärkehaltiges Endosperm (= Nährgewebe), dem ein in der Regel sehr kleiner Embryo anliegt.
Es sind Ferulasäure und Silikateinschlüsse vorhanden.

## Systematik
Der Ordnung der Commelinaartigen werden fünf Familien zugeteilt:
- Commelinagewächse (Commelinaceae)
- Haemodoraceae
- Hanguanaceae: Mit der einzigen Gattung:
  - Hanguana
- Philydraceae
- Wasserhyazinthengewächse (Pontederiaceae)

Kladogramm nach APWebsite und Chase 2006:
|  | Commelinaceae |
|  |               |
|  | Hanguanaceae  |
|  |               |

|  | Philydraceae                                                     |
|  |                                                                  |
|  | \| \| Haemodoraceae \| \| \| \| \| \| Pontederiaceae \| \| \| \| |
|  |                                                                  |
|  | Haemodoraceae                                                    |
|  |                                                                  |
|  | Pontederiaceae                                                   |
|  |                                                                  |

|  | Haemodoraceae  |
|  |                |
|  | Pontederiaceae |
|  |                |

|  | Commelinaceae |
|  |               |
|  | Hanguanaceae  |
|  |               |

|  | Philydraceae                                                     |
|  |                                                                  |
|  | \| \| Haemodoraceae \| \| \| \| \| \| Pontederiaceae \| \| \| \| |
|  |                                                                  |
|  | Haemodoraceae                                                    |
|  |                                                                  |
|  | Pontederiaceae                                                   |
|  |                                                                  |

|  | Haemodoraceae  |
|  |                |
|  | Pontederiaceae |
|  |                |